# Saint-Georges (Lot y Garona)
 Saint-Georges  es una población y comuna francesa, en la región de Aquitania, departamento de Lot y Garona, en el distrito de Villeneuve-sur-Lot y cantón de Tournon-d'Agenais.

## Demografía
| 478 | 500 | 530 | 548 | 572 | 561 |
| Para los censos de 1962 a 1999 la población legal corresponde a la población sin duplicidades (Fuente: INSEE [Consultar]) |     |     |     |     |     |